# Kaliłów
Kaliłów – wieś w Polsce położona w województwie lubelskim, w powiecie bialskim, w gminie Biała Podlaska.
Wieś jest sołectwem w gminie Biała Podlaska. Według Narodowego Spisu Powszechnego z roku 2011 wieś liczyła 212 mieszkańców.
Wierni Kościoła rzymskokatolickiego należą do parafii św. Michała Archanioła w Woskrzenicach Dużych.

## Historia
Między wiosną a jesienią 1941 roku w lasach Kaliłowa znajdował się sektor C Lagra Hitlerowskiego „Frontstalag 307” Kriegsgefangenlager. Jeńcami obozu byli żołnierzy Armii Czerwonej: Rosjanie, Gruzini, Tatarzy i inni.
Ciała zmarłych w obozie jeńców były wożone furmankami przez okolicznych mieszkańców do pobliskiego lasku „Popówka”.
Wg relacji naocznych świadków dziennie wywożono z obozu kilkaset ciał. Zmarli oni z wycieńczenia, głodu (nie dostawali jedzenia przez wiele dni), chorób a część (głównie przy likwidacji obozu) została zamordowana. Miejsce pochówku 40 tys. jeńców w lesie „Popówka” w Kaliłowie zostało uczczone Pomnikiem.
W Kaliłowie i okolicach łącznie podczas okupacji przebywało od 150 do 200 tysięcy jeńców z czego zginęło około 80 000, o czym świadczą liczne pomniki i masowe mogiły w okolicznych lasach.
Działali tu także lokalni, komunistyczni partyzanci pod nazwą „Sierp i Młot”.
Kaliłów w styczniu 1943 roku po donosach jednego z mieszkańców był spacyfikowany za pomoc jeńcom i walkę z hitlerowskim okupantem. Zostało zamordowanych 23 mieszkańców. Między innymi żona Franciszka Stelmacha - Leokadia Stelmach oraz dwoje ich kilkuletnich dzieci.
W 23 rocznicę zwycięstwa nad faszyzmem (tj. 1978 r.) Rada Państwa nadała mieszkańcom wsi 
Order Krzyża Grunwaldu III klasy za walkę z okupantem hitlerowskim.
Miejsce to upamiętnia pomnik w środku wsi.
W latach 1975–1998 miejscowość administracyjnie należała do województwa bialskopodlaskiego.

## Odznaczenia
- Order Krzyża Grunwaldu III klasy (1978)[10]